# Бумагин, Григорий Харитонович
Григорий Харитонович Бумагин (1904, Ивановская область — 7 ноября 1980, Ленинград) — советский государственный и политический деятель, 1-й секретарь Новгородского областного комитета ВКП(б).

## Биография
Родился в 1904 году. Член ВКП(б) с 1923 года.
С 1920 года — на общественной и политической работе. В 1920—1967 гг. — делопроизводитель Исполнительного комитета Колшевского волостного Совета, секретарь сельской ячейки РКСМ, делопроизводитель Кинешемского уездного комитета РКП(б), в РККА, на кооперативной, советской работе, в Смольненской районной контрольной комиссии ВКП(б) — районной рабоче-крестьянской инспекции, инструктор Отдела кадров Смольненского районного комитета ВКП(б), заведующий отделом кадров Куйбышевского районного комитета ВКП(б), 2-й секретарь Куйбышевского районного комитета ВКП(б), 1-й секретарь Лодейнопольского районного комитета ВКП(б), 1-й секретарь Кингисеппского окружного комитета ВКП(б), заведующий Отделом руководящих партийных органов Ленинградского областного комитета ВКП(б), секретарь Ленинградского областного комитета ВКП(б) по кадрам, член Военного Совета Ленинградского военного округа, руководитель оперативной группы по организации и руководству боевыми действиями партизанских отрядов Ленинградской области (июль—сентябрь 1941), член Военного Совета 48-й, 54-й армии, председатель Комиссии по руководству северо-восточными районами Ленинградской области, 1-й секретарь Новгородского областного комитета ВКП(б).
Арестован в рамках Ленинградского дела, осуждён к 25-ти годам лишения свободы, реабилитирован в 1954 году. На хозяйственной, советской работе в Ленинграде после освобождения.
Избирался депутатом Верховного Совета РСФСР 1-го созыва, Верховного Совета СССР 2-го созыва (1946—1950).
Умер 7 ноября 1980 года в Ленинграде.

## Память

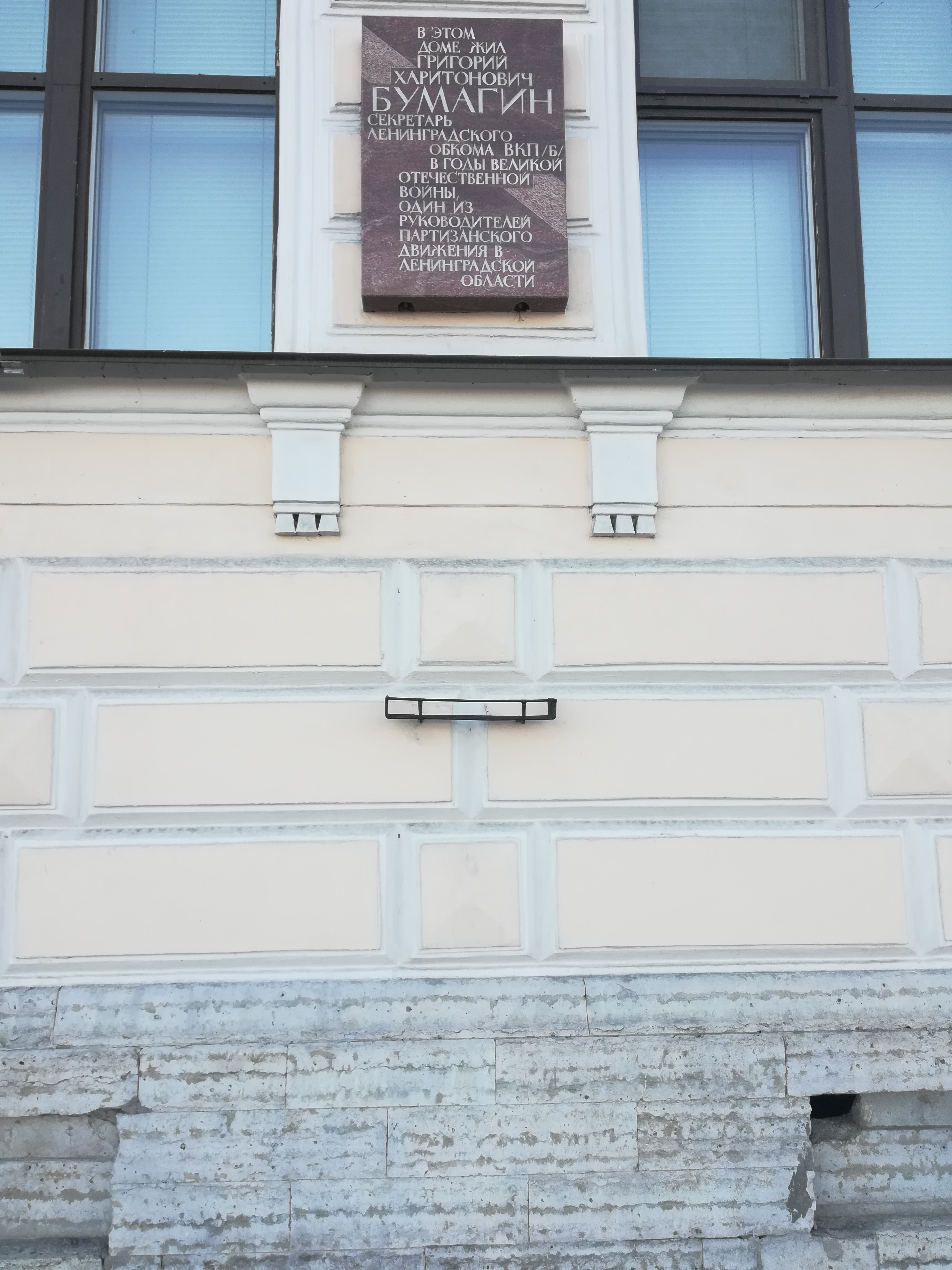
Мемориальная доска в Петербурге

Мемориальная доска в Петербурге (Английская набережная, 18)